# NGC 6801
NGC 6801 ist eine Spiralgalaxie vom Hubble-Typ Sc im Sternbild Schwan am Nordsternhimmel. Sie ist schätzungsweise 203 Millionen Lichtjahre von der Milchstraße entfernt.
Das astronomische Objekt wurde am 5. August 1886 vom US-amerikanischen Astronomen Lewis A. Swift entdeckt.

## Supernovae
Am 21. Mai 2011 wurde eine Supernova vom Typ Ia von Jack Newton und Tim Puckett in NGC 6801 entdeckt (SN 2015df). Die Supernova erreichte eine maximale scheinbare Helligkeit von 15,5 mag.
Am 9. August 2015 wurde eine weitere Supernova (SN 2015af), diesmal vom Typ II von Paolo Campaner in NGC 6801 mit einer scheinbaren Helligkeit von 18,4 mag entdeckt.